# رين تاراما
رين تاراما (بالإستونية: Rein Taaramäe)‏ مواليد 24 أبريل 1987 في تارتو، هو دراج إستوني في صنف سباق الدراجات على الطريق. شارك في دورة الألعاب الأولمبية الصيفية.

## سجل النتائج

### سباقات أو مراحل فاز بها
| التاريخ        | السباق                                                     | المركز                                                                                          |
| -------------- | ---------------------------------------------------------- | ----------------------------------------------------------------------------------------------- |
| 01 يناير 2007  | باريس تروا 2007                                            |                                                                                                 |
| 24 مارس 2007   | حلقة جنوب أرديتشي 2007                                     |                                                                                                 |
| 20 يوليو 2007  | 2007 European Road Cycling Championships Men U23 ITT       |                                                                                                 |
| 01 يناير 2008  | Grand Prix du Portugal 2008                                |                                                                                                 |
| 15 مارس 2009   | باريس-نيس 2009                                             | العاشر في تصنيف أفضل شاب                                                                        |
| 11 أبريل 2009  | طواف إقليم الباسك 2009                                     | الأول في تصنيف الجبال                                                                           |
| 03 مايو 2009   | طواف روماندي 2009                                          |                                                                                                 |
| 21 يونيو 2009  | طواف سويسرا 2009                                           | الثامن في التصنيف العام، التاسع في تصنيف الجبال                                                 |
| 12 أغسطس 2009  | طواف أين 2009                                              | الأول في التصنيف العام، الأول في تصنيف أفضل شاب، الثاني في تصنيف الجبال، الثاني في تصنيف النقاط |
| 14 مارس 2010   | باريس-نيس 2010                                             | الثاني في تصنيف أفضل شاب، السابع في التصنيف العام، السابع في تصنيف الجبال                       |
| 28 مارس 2010   | فولتا كاتالونيا 2010                                       |                                                                                                 |
| 01 يناير 2011  | طواف لايغويليا 2011                                        | الأول في تصنيف أفضل شاب، الثالث في التصنيف العام، الثامن في تصنيف النقاط                        |
| 13 مارس 2011   | باريس-نيس 2011                                             | الأول في تصنيف أفضل شاب، الرابع في التصنيف العام، التاسع في تصنيف النقاط                        |
| 01 يناير 2012  | طواف أندلوسيا 2012                                         |                                                                                                 |
| 05 فبراير 2012 | نجم بسجس 2012                                              |                                                                                                 |
| 04 مايو 2014   | طواف تركيا 2014                                            |                                                                                                 |
| 14 سبتمبر 2014 | طواف دوبس 2014                                             | الأول في التصنيف العام                                                                          |
| 14 فبراير 2015 | فولتا مورسيا 2015                                          |                                                                                                 |
| 08 أغسطس 2015  | طواف برغش 2015                                             |                                                                                                 |
| 16 أغسطس 2015  | سباق النرويج 2015                                          | الأول في التصنيف العام، الرابع في تصنيف النقاط                                                  |
| 19 يونيو 2016  | طواف سلوفينيا 2016                                         |                                                                                                 |
| 01 مارس 2020   | طواف رواندا 2020                                           | الأول في تصنيف الجبال                                                                           |
| 17 يونيو 2021  | سباق الطريق ضد الساعة للرجال في بطولة إستونيا 2021         |                                                                                                 |
| 08 أغسطس 2021  | جولة ركوب الدراجات التشيكية 2021                           |                                                                                                 |
| 20 يونيو 2023  | سباق الزمن على الطريق للرجال في بطولة إستونيا 2023         |                                                                                                 |
| 18 يونيو 2024  | 2024 Estonia National Road Cycling Championships - Men ITT |                                                                                                 |
| 28 يناير 2025  | 2025 Sharjah Tour                                          |                                                                                                 |

### المراكز
- حقق المركز الـ 3 في طواف روماندي 2009
- حقق المركز الـ 8 في طواف سويسرا 2009
- حقق المركز الـ 3 في فولتا كاتالونيا 2010
- حقق المركز الـ 7 في باريس-نايس 2010
- حقق المركز الـ 4 في باريس-نايس 2011
- حقق المركز الـ 2 في طواف تركيا 2014

## روابط خارجية
- رين تاراما على موقع الاتحاد الدولي للدراجات (الإنجليزية)
- رين تاراما على موقع أرشيف الدراجات (الإنجليزية)
- رين تاراما على موقع إحصائيات الدراجات الإحترافية (الإنجليزية)
- رين تاراما على موقع نسبة الدراجات (الإنجليزية)
- رين تاراما على موقع CycleBase (الإنجليزية)
- رين تاراما على موقع أوليمبيديا (الإنجليزية)